# William C. Campbell (golfista)
William Cammack Campbell (5 de mayo de 1923 - 30 de agosto de 2013), a menudo conocido como Bill Campbell y William C. Campbell, fue un golfista aficionado estadounidense y dos veces presidente de la United States Golf Association (USGA). Lo agregaron en el Salón de la Fama del Golf Mundial en 1990.
Campbell nació en Huntington, West Virginia. Sirvió en el Ejército de los EE. UU. durante la Segunda Guerra Mundial, y se graduó de la Universidad de Princeton en 1947 con un título en historia.
En su carrera en el golf amateur, Campbell jugó en 37 amateurs de Estados Unidos, incluyendo 33 de manera consecutiva 1941-77, y ganó el evento en 1964. Jugó en ocho equipos Walker Cup 1951-1975, como capitán de la selección de 1955, y terminó con un récord general de 11-4-3 (7-0-1 en partidos individuales). Fue finalista en el British Amateur 1954. Fue tres veces subcampeón en el Campeonato Amateur de Canadá, en 1952, 1954, y 1965. Ganó tres Abiertos de Virginia Occidental, cuatro amateur de Norte y Sur, y quince títulos amateurs de West Virginia. Ganó los Mayor Amateurs de EE. UU. en 1979 y 1980 (medalla en 1979, 1980 y 1984), y terminó 2.º en el Abierto de Estados Unidos de 1980. 
Campbell participó en el Comité Ejecutivo de la USGA en 1962-1965, y nuevamente desde 1977 hasta 1984. Fue el tesorero en 1978-1979, vicepresidente en 1980-1981, luego se desempeñó como presidente en 1982 y 1983. En 1987, fue nombrado capitán de The Royal and Ancient Golf Club of St Andrews, sólo el tercero de América, cargo que desempeñó, convirtiéndose en la primera persona a la cabeza de tantos cuerpos de gobierno de golf.